# Дука (историчар)
Дука (грч. Δούκας /Дукас/; око 1400 — после 1462), уз Халкокондила, Сфранцеса и Критовула, представник оне групе историчара који су писали после пропасти Византијског царства. Унук је извесног Михаила Дуке, који је живео за време владавине Јована V Палеолога. Потиче од царске породице Дука, а живео је пре и после пада Цариграда под турском влашћу (1453).
Аутор је Византијске историје, писане простим народним грчким језиком, која обухвата период од 1341. до 1462. г., односно од ступања Јована V на престо до турског покоравања Лезбоса. Провео је готово читав свој живот у служби ђеновљанског господара Лезбоса, али није раскрстио са грчким народом. Са искреном жалошћу посматрао је његову фаталну судбину која га је задесила, а његов опис пада Цариграда завршава се „ламентом“. Дукина историја сачувана је и на староиталијанском језику, а оно што је занимљиво у вези са њом јесте да она садржи неке одељке којих нема у грчкој верзији.
У политичком погледу Дука је био латинофил, тј. представник оног дела византијске владајуће класе која је у борби против заговорника потчињења Турцима осећала за потребним да се црквено и политички потчини Западу. У свом поменутом делу пружа обиље података о унутрашњој и спољној ситуацији Византије у периоду током њеног пада.

## Биографија

### Порекло
О Дуки се зна искључиво на основу његовог дела, које се састоји из 45 глава. Током приповедања он се препознаје као унук Михаила Дуке, који је био припадник царске породице Дука и као такав био укључен у фатални сукоб између самопрокламованог цара Јована Кантакузина и легитимног цара Јована V. Његово име као и место рођења су непознати; али се зато из поменутог дела сазнају неки други биографски подаци.
По свршетку устанка против великог дукса Алексија Апокавка у Константинопољу, његов деда Михаило Дука, као присталица Јована Кантакузина, морао је лета 1345. г. да емигрира из византијске престонице и да бежи у селџучки Ефес, где се населио и бавио медицинском праксом. Изгледа да је, како Степанов тврди, овде, у Ефесу, Дукин отац био очевидац страховитог Тимурленковог пустошења које је задесило Малу Азију 1402. г. и које је тако живо описано у Дукиној Историји. Такође, могуће је да је тамо, како тврди Ђула Моравчик (мађ. Gyula Moravcsik), Дука провео своје детињство.

### Каријера дипломате и секретара латинских господара
Доцније, након 1415. г., када су малоазијске обале коначно пале под власт Османлија, историчар Дука се среће у Новој Фокеји, смештеној југоисточно од Лезбоса, у положају личног секретара сина ђеновљанског дужда, Ђованија Адорна, који је био власник фокејских рудника стипсе и ђеновљански подеста Нове Фокеје. Према његовим речима, он је тада (1421) као секретар свог подесте писао Мурату II, тек пристиглом на престо, нудећи му флоту којом би пребацио њега и његове људе преко мореуза до Галипоља одакле би ударили на узурпатора Мустафу. Тиме је Адорно био у могућству да избрише огроман дуг који је дуговао султану због изнајмљивања рудника стипсе.
Након 1423. г., када је Адорно умро или се преселио назад у Ђенову, као лични секретар и дипломата, са знањем турског, италијанског и грчког језика, Дука је везао своју судбину за ђеновљанске господаре Лезбоса, Гатилузијеве, и преселио се у Митилену где је 1462. г. преживео османску опсаду.
Између 1452. и 1456. г., чак и за време опсаде и пада Цариграда, Дука је по налогу Гатилузијевих био на пет дипломатских мисија по резиденцијама Мехмеда II (у Дидимотици, Адријанопољу, бугарском Излату и неколико пута у Константинопољу). Њих је Дука понајвише описао у главама 42, 43 и 44 свог капиталног дела.

#### Жртве „Урбановог чудовишта“
У јеку припрема пред судбоносну опсаду Цариграда, Дука се пред крај 1452. г. обрео у Дидимотици као посланик свог господара са Лезбоса. Том приликом је угледао обезглављена трупла извесних венецијанских морнара, који су се стицајем околности затекли усред свог тог вртлога. Носили су товар јечма са Црног мора намењен Цариграду, али, наишавши 26. новембра на турски кастел, изложили су се „Урбановом чудовишту“. Пошто је капетан одбио да спусти једра, нови господари Босфора су то схватили као отказивање послушности, па су им потопили лађу једним јединим ђулетом из „Урбановог чудовишта“. Капетан и тридесеторица његових пратилаца успели су да се извуку чамцем, али им није пошло за руком да избегну Турцима кад су се затекли на копну.
Несрећници су одведени у ланцима на Порту која се тада налазила у Дидимотици. Након четрнаест дана неизвесности султан је дао капетана набити на колац, а кормиларовог помоћника (scrivanello) је заточио за своје потребе у сарај; што се морнара тиче, неке је пустио на слободу, док је некима дао да им се одрубе главе а потом им тела изложио порузи — бачена су дивљим зверима. Чим је дознао за хапшење капетана и његове посаде, венецијански амбасадор у Цариграду је отпослао свог изасланика султану да овај издејствује за несрећнике ослобођење. Међутим, било је већ касно кад је овај пристигао. Вративши се назад у Константинопољ, изасланик се сусрео са две венецијанске галије послате по дуждовој наредби ради испомоћи Константина XI Драгаша. Њихов долазак у грчку престоницу био је један од узрока рата између султана и Млетака.

#### Полагање вазалне заклетве Доминика Гатилузија
Године 1455. у име свог господара, Дорина Гатилузија, Дука је поздравио турског адмирала који се искрцао код Митилене. Исте године одаслао га је Доменико Гатилузио, син његовог у међувремену преминулог господара, у Адријанопољ на двор султана Мехмеда II као изасланика. Том приликом имао је да извести султана о промени господара на Лезбосу и принесе му данак у износу од 3.000 дуката за Лезбос а 2.325 за Лемнос. Дуки је указан пријатељски пријем, дозвољено му је да пољуби султанову руку и да остане у његовом присуству док овај није завршио свој подневни оброк. Идућег дана, када је дошао да поднесе данак, турски везир му је наредио да доведе свог господара лично пред султана. Рекао му је да је то неизбежно, уколико овај, Доминико, жели да му се призна господство на Лезбосом. Уз то је додао одсечно да ће, у супротном случају, ако се његов господар не појави, моћи да рачуна на то да ће бити нападнут.
Дука је пожурио натраг у Митилену и вратио се што је брже могао са Домеником и импозантном пратњом састављеном од ромејског и франачког племства. Међутим, нигде није могао пронаћи султана, који је из страха од куге која је учестало похађала Тракију, напустио Адријанопољ, отишавши на Балкан на чист ваздух. Узалудно су га тражили у Филипопољу док га напослетку нису нашли у Излату, заједно са великим везиром Махмуд-пашом Абоговићем.
Мехмед је дозволио кнезу да му овај пољуби руку, али је одбио да разговара с њим препустивши тај посао свом великом везиру. И поред раскошних поклона које су он и остали великодостојници добили, Махмуд није оклевао да не изнесе узнемиреном Доменику превисоке захтеве у име свог господара. Прво је тражио уступање Тасоса на шта је кнез, немоћан да помогне самом себи, пристао.
Идућег дана Махмуд је захтевао од њега да удвостручи данак који је плаћао за Лезбос, на шта је Доменико одговорио следеће:
Ако би Његово Величанство хтело и читав Лезбос, оно би било у прилици да задобије тако нешто. Међутим, ово што захтевате од мене је збиља далеко изван могућности како мојих тако и мог људства. Стога од вас тражим, господо моја, да ми овде изађете у сусрет.
Након дуготрајног натезања које је Дука описао са свим узбудљивим детаљима, договорено је да се годишњи данак за Лезбос повиси за 1.000 дуката. Уз то, Доменико се обавезао да ће да штити анадолијску обалу која је била под ударом каталанских гусара и да ће плаћати одштету за сваког Турчина који би претрпео било какву штету тамо. Нови уговор је запечаћен свечаном заклетвом, а кнезу је додељен кафтан од броката, док су његови пратиоци примили сребрне хаљине. Потом су се вратили ужурбано на острво где су се захвалили Творцу због тога што их је, како наводи Дука, избавио „из руку осветника“ (ἐκ τῶν χειρῶν τοῦ ἀλάστορος).

#### Спор са Јанус-пашом
Недуго по приспећу из бугарског Излата, Доменико је још једном отпослао несрећног Дуку на Порту. Овај пут је имао да поднесе жалбу против понашања извесног адмирала турске флотиле — Јунуса-паше, који је на својој вртоглавој каријери имао да захвали пре свега свом физичком изгледу, који је привукао самог султана. Међутим, његова мисија тешко да би се могла назвати успехом. По султановој наредби, недавно постављени адмирал је рекао Дуки да пренесе свом господару да има да плати на лицу места 10.000 дуката или ће моћи да рачуна на то да ће бити нападнут.
У међувремену, Мехмед је наредио да се заузме Стара Фокеја, један од кнезових поседа, што се брзо и збило. Дознавши да је град пао (24. децембра 1455), султан је пустио Дуку, који је до тада био у притвору, да се врати натраг на острво без доданих услова. Тако је превласт Франака у Егеју ишчезавала све више и више.

#### Неуспели покушај ослобађања лезбљанских заробљеника
Августа 1456. г., приликом још једног обиласка Адријанопоља са задатком да принесе годишњи данак, Дука је покушао да издејствује ослобађање четрдесет лезбљанских морнара послатих из Митилене под вођством Ђованија Фонтане и Спинетом Коломбота. Они су месеца маја пали у заробљеништво у сукобу који се заденуо између њих и побуњених Лемњана. Лемњани су, под утиском падова Имброса, Самотраке и Еноса, позвали у тајности султана да им притекне у помоћ против Доминиковог брата Николоа који је као представник лезбљанског господара својевољно владао острвом. Дукини напори били су узалудни; Мехмед, који тек што је приспео из Србије, хтео је све да их погуби. Били су на путу за губилиште када се изненада предомислио одлучивши се да им поштеди животе и да их прода у робље, из чега је за себе извукао 1.000 флорина.

### Крај вести о Дуки
О томе шта се збило са Дуком након 1462. г., када су Турци запосели Митилену, нису доступни поуздани подаци. Међутим, како истиче Степанов, судећи по томе да се први превод његове Историје на италијанском језику појавио после 1462. г. у Венецији, наводи на помисао да се Дука бежећи из Митилене склонио у престоницу Млетачке републике где је, како тврди Степанов, и умро. И година смрти се може докучити искључиво на основу његовог дела, које је започето под утиском пада Цариграда, у сваком случају пре 1462. г. Оно је нажалост очувано само у једном рукопису као и једној копији премда у фрагментима: почетак и крај по Степанову изостају. С друге стране, Магулијас указује на то да се изненадни завршетак грчке верзије Дукиног дела са речима: ὁρῶντες οὖν οἱ ἐντὸς односно „видевши дакле ови иза зидина“ може објаснити или пишчевим поробљавањем, злостављањем до смрти или пак убиством до ког је дошло по паду Митилене.

### Закључак
На основу свих ових података логично је закључити да је Дука заузимао истакнуто место на двору Гатилузијевих. Такође, Дука извештава и о томе да је поседовао кућу насупрот Лезбоса у Новој Фокеји.
Будући да је провео готово читав свој живот међу Ђеновљанима, сасвим је природно да је био поборник уније, од које је у политичком смислу очекивао много, укључујући и спасавање изнемоглог Византијског царства. А поменути положај на којем се налазио, како објашњава Степанов, определио је његов презрив и непријатељски став према оном што је такорећи општеприхваћено илити другим речима простонародно (ὄλος /’олос/). Следствено томе, он је осуђивао слепу предрасуду својих земљака, који би радије срљали у пропаст, него што би се измирили са Латинима.

## О ДукинојИсторији

### Композиција и структура
Као и у случају Халкокондила, и Дукино дело се креће од једног општег прегледа светске историје, који је овде дат у облику једног из хронике преузетог генеалошког приказа од Адама до Палеолога. Већ од друге главе аутор почиње са излагањем стварне теме овог дела, у којем описује ширење турске доминације до Бајазитовог пада у бици код Ангоре (1402). Тек тада се он лично укључује у ток збивања, почињући са приповешћу о Јовану Кантакузину и његовим аспирацијама. Стога се може одредити да је година 1341. полазна тачка овог дела; међутим, све до Бајазитовог успећа на власт након Косовске битке (1389), Дука је излагао догађаје поприлично сумарно, а од поменутог догађаја он је подробнији. Од византијских царева разматрао је у више детаља само последњу тројицу: Манојла II, Јована VIII и Константина XI Драгаша. Излагање се завршава Мехмедовим заузећем Лезбоса 1462. г. Дело на тај начин представља наставак Кантакузинове Историје и допуну Халкокондилу, Сфранцесу и Критовулу. Дуки, који је могао да види већи део тога што је описао, није међутим успело да се поуздано информише код очевидаца; чак му је промакло да извести о неким Турцима. Због тога Карл Крумбахер препоручује оном ко се бави старијом историјом, да се нужно у случају Дуке позабави више. Његова истинољубивост без сумње стоји на свом месту, а у погледу прецизности далеко је испред Халкокондила. Приповеда живо и има обичај да драматизује ствари. Не зна за реторске фразе, а тешко успева да заокружи једну временску целину. Међутим, он фасцинира једноставношћу, па чак и онда када извештава о нечему што је непријатно. Нпр. описујући најезду Монгола под Тимурленком вели следеће: 
Док су [Татари — прим. прев.] ишли од града до града, начинилу су земљу, препуштену на милост или немилост, толико пустом да се више није чуо нити пасји лавеж, нити цика питоме птице, нити дечје цвиљење; већ као што рибар извлачи своју мрежу из дубина и оно што је њоме испуњено извлачи на суво, било да се ради о великим или ситним рибама, или пак о оним јаловим и о раковима, тако су они разорили читаву Азију.
Такође, и његов опис пада Цариграда је важно, а уједно и врло дирљиво сведочанство о последњим тренуцима некадашњег универзалног царства. Како оцењује Моравчик, он осветљава његов патриотизам у пуном свом светлу. Како тврди исти, тај такорећи осећај припадности који често избија из Дуке не своди се само на његову слепу љубав за својим народом, него је он међутим у спрези са трезвеним и јасним поимањем једног искусног дипломате.
Дука се оштрим оптужбама обрушава на непомирљиве противнике уније, који чак и у тренутку највеће опасности нису хтели ни да чују за помоћ са Запада и који су остали при становишту да је боље пасти под власт Турака, него Франака (κρεῖττον ἐμεσειν εἰς χεῖρας τῶν Τούρκων ἢ Φράγκων). Па ипак, он је искључиво православно оријентисан, а нигде се толико не предаје емоцијама као онда када говори о светогрђу, које су неверници нанели светим иконама и посуђу.
Наративна свежина код њега добија на јачини преплитањем сопственог искуства и личних карактеристика.

### Књижевни стил
У погледу језичке форме, Дука стоји у врло оштрој супротности са Халкокондилом; игноришући наметнуто правило при писању историје, он чини покушај у стварању писаног језика заснованог на народном говору. Изражава се простим народним грчким, који је у оно време често коришћен и у дипломатском саобраћају. Управо захваљујући овој срећној случајности Дукино приповедање делује много јасније и истинитије од Халкокондиловог. А због тога што ствари назива својим правим именом, он је и далеко разумљивији од осталих писаца његовог времена. Због тога, како тврди Крумбахер, онај ко је навикао на класичну књижевност, имаће овде поприлично потешкоћа са турским, италијанским и другим речима страног порекла, јер се неретко наилази на њих. Па ипак, судећи из угла оног времена, оне одражавају праву слику. У једном таквом делу лежи јасна срж оног одрживог новогрчког писаног језика, чији ће развој, нажалост, због политичке ситуације бити на дуже време прекинут.

### Сведочанства о Србији и о Србима
Као што је већ речено, прве две главе Дукине историје дају уопштен приказ светске историје, која постаје детаљнија од 1261. г. односно од времена када турски замах у Малој Азији постаје све израженији. Трећом главом, која је посвећена бици на Косову (1389), Дука започиње причу о турском поробљавању Балкана. Он је мишљења да је Косовска битка прекретница у потчињавању балканских народа турској власти, истичући притом да је та несрећна судбина прво задесила Србе. На основу тога се може закључити да је Србија, иако знатно слабија у односу на своју некадашњу моћ за време цара Душана, била у ствари једина у извесној мери суверена земља у региону ако се изузме ондашња Угарска.
Многа Дукина запажања наводе на то да је Србија имала и те какав економски потенцијал у оно несрећно време. О томе говоре сведочанства да је Бајазит запленио „доста сребрних талената из српских рудника“ по окончању знамените битке, да је Мурат II узео „безброј златних и сребрних талената“ у име уговора о венчању са Маром Бранковић, да је деспот Ђурађ Бранковић подигао Смедерево за свега две године, а да су се по паду Цариграда Срби обавезали да ће плаћати годишњи данак у износу од 12.000 златника (дуката), што је много већи износ од оног који су плаћали деспот Мистре, господари Хиоса и Митилене и трапезунтски цар. Већ 1454. г. деспотови људи су у Једрене однели данак Мехмеду II са задатком да искупе заробљенике и одведу их натраг у Србију, што се завршило успешно.
Није ни чудо што Сфранцес у својим Мемоарима приговара како хришћани нису отпослали никакву помоћ опседнутом Цариграду, нарочито негодујући против „тог мизерног деспота, који није рачунао да, кад глава бива уклоњена, и удови нестају“. Штавише, приметно је Дукино опажање Срба како у идеолошком тако и у етничком погледу. Лазар је тај који влада као краљ (κραλεύω /кралево/), а Стефан Лазаревић и Ђурађ Бранковић као деспоти (δεσπόζω /деспозо/). Такође, Дука у строгом смислу прави разлику између Срба и Трибала, користећи овај последњи термин за означавање ширег балканског етноса. И коначно, Дукини подаци о Србији значајно омогућују хронолошку детерминацију појединих догађаја из српске историје овог времена.

### Критика и оцене
Дукин издавач Имануел Бекер заправо види у њему само „сведока варваризма изгубљеног времена“ (barbarum perditorum temporum testem). Наводи још да се препустио „његовој простоти“ (sordibus suis reliquebam), те да сходно томе није вршио никакве преправке „како у погледу ортографије тако и интерпункције“ (neque ultra orthographia aut interpunctionem emendabam). Слично мишљење заступа и Вилијам Плејт (енгл. William Plate), који вели да је Дука писао најварварскијим грчким и да не само што је користио стране речи, већ је и увео извесне граматичке облике као и стилске специфичности које уопште нису грчке. Сврстава га међу оне византијске писце који су најкомпликованији, додавши уз то да је у потпуности неупућен у дела класичних писаца. Све у свему, закључује да се његови недостаци своде на језик и стил којим је писао, али на крају ипак не изоставља да истакне да је он од свих историчара најпоузданији, најтрезвенији, најразумнији, најразборитији и најнепристраснији, а да његово дело које се бави узроцима пропасти царства одише бистрином и мудрошћу.
Међутим, малопре поменуто Бекерово мишљење наишло је на отворену критику код В. Милера (енгл. W. Miller), који вели да је Дука аутор вредан проучавања због тога што је поуздан и што је у неколико случајева и очевидац. Према њему, то су квалитети који, по мишљењу историчара, далеко надмашују наводни варваризам његовог стила који му је приписао „уображени издавач“ неисправног Бонског издања. По Е. Черноусову (рус. Е. Черноусов), трезвен, умерен, високообразован, поуздан и поред свог патриотизма сразмерно непристрасан, Дука служи као изврстан водич за разумевање стварне ситуације како људи тако и догађаја. Андре Гију (фр. André Guillou) узима Дуку за првог историчара турске епохе. Нешто уздржанији у давању оцене јесте Стивен Рансиман (енгл. Steven Runciman), који вели да модерни историчари високо вреднују Дукину поузданост, и више него што дело, по његовом мишљењу, то заслужује. Међутим, на крају је ипак принуђен да призна да је Дукин приказ непроцењив када је реч о збивањима на двору Мехмеда II, чему овај има да захвали по свој прилици ђеновљанским трговцима и агентима који су боравили тамо.

## Извори и литература

### Одабрани извори
- Doukas (1834).  I. Bekker, ур. Ducae, Michaelis Ducae nepotis, Historia byzantina. Bonn..

### Одабрана литература
- Babinger, Franz (1978). Mehmed the Conqueror and His Time. Princeton NJ. ISBN 0691010781.
- Vasiliev, Alexander A. (1964). History of the Byzantine Empire, 324–1453, Volume II. Madison. ISBN 9780299809263.
- Miller, William (1926). „The Historians Doukas and Phrantzes”. The Journal of Hellenic Studies. 46: 63—71. JSTOR 625571. S2CID 161059579. doi:10.2307/625571.
- Moravcsik, G. (јануар 1983). Byzantinoturcica: Die Byzantinischen Quellen der Geschichte der Turkvolker. Leiden. стр. 247—51. ISBN 9004071091.
- M. Nikolić (2006). „The Byzantine historian Doukas on Serbia”.  Ур.: Jeffreys, Elizabeth; Haarer, Fiona K. Proceedings of the 21st International Congress of Byzantine Studies: London, 21-26 August, 2006. ISBN 9780754657408.
- Острогорски, Георгије (1969). Историја Византије. Београд: Просвета. стр. 437-38.
- Stavrides, Théoharis (2001). The Sultan of Vezirs: The Life and Times of the Ottoman Grand Vezir Mahmud Pasha Angelović (1453-1474). Leiden. ISBN 9004121064.

### Препоручена литература
- Р. Б. Буганов (2007). „Дука, визант. историк XV в.”. Православная энциклопедия (на језику: руски). XVI : „Дор — Евангелическая церковь союза”. Москва: Церковно-научный центр «Православная энциклопедия». стр. 326—27. ISBN 978-5-89572-028-8.